# Saint-Martin-la-Sauveté
Saint-Martin-la-Sauveté este o comună în departamentul Loire din sud-estul Franței. În 2009 avea o populație de 976 de locuitori.

## Evoluția populației
| An        | 1975 | 1982 | 1990 | 1999 | 2006 | 2009 |
| --------- | ---- | ---- | ---- | ---- | ---- | ---- |
| Populație | 912  | 895  | 909  | 898  | 947  | 976  |